# Hugues II de Meulan
Hugues II de Meulan, dit Tête d'Ours fut vicomte de Vexin de 1023 à 1033, probablement nommé dans cette charge par son oncle Dreux, comte de Vexin et d'Amiens. Il était fils d'Hugues Ier, vicomte de Meulan, et d'Oda de Vexin.

## Biographie
Durant sa période vicomtale, il restitua la terre de Juziers, à l'abbaye Saint-Père de Chartres. Cette terre avait été donnée en 978 par la comtesse Lietgarde, veuve de Raoul II, à l'abbaye, mais cette terre lui avait été retirée par la suite.
Il mourut en 1033 ou en 1034. Il ne laissait pas d'enfant de son épouse Helwisa ou Héloïse, qui se remaria avec un Azzelin, puis à la mort de ce dernier devint recluse à l'abbaye de Coulombs qui hérita de ses biens.

### Sources
- (de) Detlev Schwennicke, Europäische Stammtafeln, vol. III.4, 1983, p. 700.
- (fr) Comtes de Meulan.
- (fr) Édouard de Saint-Phalle, « Les comtes de Gâtinais aux Xe et XIe siècles », dans Onomastique et Parenté dans l'Occident médiéval, Oxford, Linacre College, Unit for Prosopographical Research, coll. « Prosopographica et Genealogica / 3 », 2000, 310 p. (ISBN 1-900934-01-9), p. 230-246.